# Нью-Вайтленд (Індіана)
Нью-Вайтленд (англ. New Whiteland) — місто (англ. town) в США, в окрузі Джонсон штату Індіана. Населення — 5550 осіб (2020).

## Географія
Нью-Вайтленд розташований за координатами 39°33′42″ пн. ш. 86°5′58″ зх. д. / 39.56167° пн. ш. 86.09944° зх. д. (39.561755, -86.099472).  За даними Бюро перепису населення США в 2010 році місто мало площу 3,78 км², уся площа — суходіл.

## Демографія
Згідно з переписом 2010 року, у місті мешкали 5472 особи в 1905 домогосподарствах у складі 1489 родин. Густота населення становила 1446 осіб/км².  Було 2015 помешкань (532/км²).
Расовий склад населення:
| - 96,6 % — білих - 1,0 % — азіатів - 0,4 % — чорних або афроамериканців - 0,1 % — корінних американців |

До двох чи більше рас належало 1,4 %. Частка іспаномовних становила 2,0 % від усіх жителів.
За віковим діапазоном населення розподілялося таким чином: 29,8 % — особи молодші 18 років, 59,8 % — особи у віці 18—64 років, 10,4 % — особи у віці 65 років та старші. Медіана віку мешканця становила 33,7 року. На 100 осіб жіночої статі у місті припадало 94,6 чоловіків;  на 100 жінок у віці від 18 років та старших — 92,9 чоловіків також старших 18 років.
Середній дохід на одне домашнє господарство  становив 57 626 доларів США (медіана — 53 844), а середній дохід на одну сім'ю — 56 422 долари (медіана — 54 896). Медіана доходів становила 50 028 доларів для чоловіків та 33 997 доларів для жінок. За межею бідності перебувало 6,0 % осіб, у тому числі 3,8 % дітей у віці до 18 років та 5,2 % осіб у віці 65 років та старших.
Цивільне працевлаштоване населення становило 2719 осіб. Основні галузі зайнятості: виробництво — 17,5 %, освіта, охорона здоров'я та соціальна допомога — 14,1 %, роздрібна торгівля — 13,2 %.